# Sinomiopteryx
Sinomiopteryx es un género de mantis (insecto del orden Mantodea) de la familia Thespidae. Es originario de China.

## Especies
Contiene las siguientes especies:
- Sinomiopteryx brevifrons
- Sinomiopteryx grahami
- Sinomiopteryx guangxiensis